# Іштван Дєргені
Іштван Дєргені (угор. István Görgényi, 2 листопада 1946) — угорський ватерполіст.
Срібний призер Олімпійських Ігор 1972 року.
Чемпіон світу з водних видів спорту 1973 року, срібний призер 1975 року.
Чемпіон Європи з водного поло 1974 року, срібний призер 1970 року.